# Fjodor III van Rusland
Fjodor III Aleksejevitsj (Russisch: Фёдор III Алексеевич; Fjodor III Aleksejevitsj) (Moskou, 9 juni 1661 — aldaar, 7 mei 1682) was van 1676 tot 1682 tsaar van Rusland. Tijdens zijn korte heerschappij was er sprake van grote Poolse culturele invloed in het Kremlin.

## Jeugd
Fjodor werd geboren in Moskou als de derde zoon van tsaar Alexis I en diens eerste vrouw Maria Miloslavskaja. Door het vroegtijdig overlijden van zijn oudere broers werd hij de tsarevitsj en op 15-jarige leeftijd volgde hij zijn vader, die stierf op 8 februari 1676, op als tsaar. Fjodor bezat een verfijnde geest. Hij kreeg onderwijs van de westelijke kerkleider Simeon van Polotsk, de meest geleerde Slavische monnik uit die tijd. Hij leerde naast de gewone zaken die een tsarevitsj moest leren ook Pools en zelfs Latijn, wat ongewoon was voor Russische tsaren in die tijd. Simeon bracht hem ook allerlei gebruiken uit het westen bij. Fjodor interesseerde zich voor wetenschap, kunst en muziek.
Hij was echter sterk misvormd en half verlamd door een mysterieuze ziekte (waarschijnlijk scheurbuik), waardoor hij invalide was vanaf zijn geboorte. Door zijn opgezwollen voeten kon hij niet lopen en lag het grootste deel van de dag in bed. Het grootste deel van zijn tijd bracht hij door met de jonge edellieden Jazykov en Lichatsjov, die later het Russische hof in aanraking zouden brengen met Poolse ceremoniën, Poolse klederdracht en de Poolse taal. Fjodor was, net als zijn vader, een zeer vrome man en was de eerste Russische tsaar die zich westers kleedde en zijn haar op een westerse manier droeg.

## Heerschappij

### Eerste regeringsjaren
Tijdens zijn regering begon Rusland zich op het westen te richten, iets wat door zijn navolgers verder zou worden uitgebouwd. Aan het begin van zijn regering kreeg hij te maken met anderen die op de troon aasden, waarvan staatsman Artamon Matvejev de belangrijkste was. Deze zag liever een lid van de Narysjkinfamilie op de troon en poogde daarom Peter, de zoon van Aleksejs tweede vrouw Natalja Narysjkina, tot tsaar te maken. Fjodor liet Matvejev daarop drie weken na de dood van zijn vader wegens corruptie en machtsmisbruik veroordelen en verbannen.
Op 28 juli 1680 trouwde hij met de Oekraïense bojaarse Agafia Groesjetskaja in een huwelijksceremonie die was georganiseerd door Jazykov en Lichatsjov.

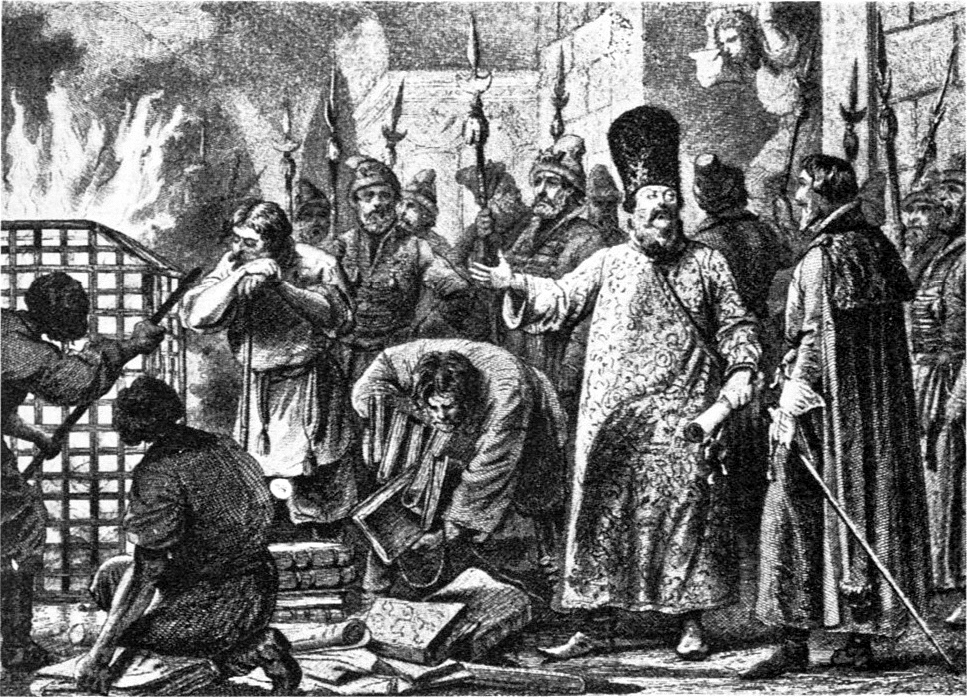
Het verbranden van de adellijke geslachtsregisterboeken in 1682 (lithografie)

### Hervormingen en prestaties
Tijdens zijn regering liet hij vele hervormingen doorvoeren, al konden de meeste daarvan vanwege zijn korte machtsperiode lang niet allemaal worden doorgevoerd. De belangrijkste hervorming tijdens zijn regeerperiode was, op advies van staatsman Vasili Golytsin, de afschaffing van de mestnitsjestvo; een rangplaatssysteem onder de bojaren op basis van de oudste adellijke afkomst. Deze zorgde namelijk voor grote excessen binnen het bestuurssysteem van Moskovië en Rusland. Voortaan werden bestuursposten alleen verstrekt door de tsaar op basis van verdienstelijkheid en de wil van de tsaar en de adellijke geslachtsregisterboeken moesten worden vernietigd. Ook versterkte hij de centralisering van het staatsapparaat en drong de invloed van de patriarch op de staatsbedrijven terug. Verder verminderde hij de strengheid van de strafwetten. De Fjodoriaanse hervormingen verschilden van de latere hervormingen door Peter de Grote in de zin dat de eerste in de eerste plaats dienden voor de meerdere glorie van de Kerk, terwijl de tweede meer gericht waren op een versterking van de positie van de Staat.
Zijn vrouw Agafia steunde zijn vooruitstrevende zienswijze en was -volgens Poolse bronnen- de eerste die het scheren van baarden en het knippen van het haar promootte, naast de introductie van Poolse gebruiken en Pools en Latijn. Ze raakte in verwachting van Ivan en op 11 juli 1681 werd tsarevitsj Ilja geboren. Het pasgetrouwde stel kon echter niet lang genieten; op 14 juli, drie dagen na Ilja's geboorte, stierf Agafia in het kraambed. Ilja stierf een paar dagen later op 20 of 21 juli. De tsaar was ontroostbaar. Hij vond echter een nieuwe liefde en op 5 februari 1682 trouwde hij met Marfa Apraksina.
Fjodor stichtte de Slavisch-Grieks Latijnse Academie in het Zaikonospasski-klooster binnen de Kitaj-gorod, het eerste Slavische instituut voor hoger onderwijs, waar door deskundige docenten alles kon worden onderwezen dat niet in strijd was met de orthodoxe Kerk waaronder Slavisch, Grieks, Latijn en Pools.
Tijdens zijn regering vond de Eerste Russisch-Turkse Oorlog plaats, die voor Rusland succesvol verliep, maar ook invloed had op het beleid van Fjodor. In 1681 werd de oorlog afgesloten door de Vrede van Bachtsjisaraj.

### Dood
Op 7 mei [O.S. 27 april] 1682 stierf Fjodor plotseling op 20-jarige leeftijd. Hij werd begraven in de Aartsengel Michaëlkathedraal in het Kremlin van Moskou op het Kathedraalplein. Aangezien zijn huwelijk met Apraksina maar twee maanden had geduurd, had hij geen kinderen uit zijn tweede huwelijk en als zodanig ook geen opvolger.
Zijn dood en de daaropvolgende twist over zijn opvolging tussen de familieleden van de twee vrouwen van zijn vader Aleksej leidde samen met ongenoegen onder het Moskouse volk tot de Moskou-opstand van 1682. Deze zorgde er uiteindelijk voor dat Sofia op de troon kwam als regentes voor de geestelijk gehandicapte Ivan V en de nog jonge Peter I.
Ivan IV de Verschrikkelijke · Fjodor I · Boris Godoenov · Fjodor II · Valse Dimitri I · Vasili IV · Wladislaus I · Michaël I · Alexis · Fjodor III · Ivan V · Peter I de Grote · Catharina I · Peter II · Anna I · Ivan VI · Elisabeth · Peter III · Catharina II de Grote · Paul I · Alexander I · Nicolaas I · Alexander II · Alexander III · Nicolaas II